# Helicobacter (Zeitschrift)
Helicobacter ist eine wissenschaftliche Fachzeitschrift, die vom Wiley-Blackwell-Verlag veröffentlicht wird. Die Zeitschrift erscheint mit sechs Ausgaben im Jahr und veröffentlicht Arbeiten, die sich mit allen Aspekten der Forschung zu Helicobacter pylori beschäftigen.
Der Impact Factor lag im Jahr 2014 bei 4,106. Nach der Statistik des ISI Web of Knowledge wird das Journal mit diesem Impact Factor in der Kategorie Gastroenterologie und Hepatologie an 18. Stelle von 76 Zeitschriften und in der Kategorie Mikrobiologie an 24. Stelle von 119 Zeitschriften geführt.